# (117712) Podmaniczky
(117712) Podmaniczky est un astéroïde de la ceinture principale.

## Description
(117712) Podmaniczky est un astéroïde de la ceinture principale. Il fut découvert le 1er avril 2005 à Piszkesteto par Krisztián Sárneczky. Il présente une orbite caractérisée par un demi-grand axe de 2,43 UA, une excentricité de 0,19 et une inclinaison de 3,5° par rapport à l'écliptique.

## Compléments